# Palazzo Allegri
Palazzo Allegri è un edificio civile che sorge nel quartiere di Veronetta a Verona, di proprietà dello Stato e sede di una caserma del Ministero degli Interni.

## Storia
Il nome della famiglia Allegri trae origine da Allegro, discendente di un certo Enorio che tra gli anni venti e cinquanta del XIV secolo acquistò delle terre nel campagna di Zevio. Allegro e i suoi fratelli ampliarono questi possedimenti e volsero il loro interesse alla lavorazione e al commercio della lana, attività che portò loro un certo successo economico. Sul finire degli anni cinquanta dello stesso secolo vi fu così il trasferimento a Verona della famiglia, con i figli di Allegro, Giovanni, Fineto e Alberto, attestati nei pressi della chiesa di San Zeno in Oratorio nel 1398. Successivamente i fratelli Fineto e Alberto si trasferirono in contrada Ferraboi, dove svolsero la mansione di drappieri, mentre Giovanni si spostò in San Vitale, dove gestì una tintoria e acquistò alcuni immobili. Il palazzo di città fu probabilmente costruito proprio per iniziativa di Giovanni o, in alternativa, di uno dei suoi successori; in particolare il figlio Giorgio ampliò gli immobili di proprietà in via San Vitale e quindi fu verosimilmente coinvolto nella vicenda costruttiva dell'edificio.
Nel 1826 la contessa Lucrezia Allegri, ultima discendente della famiglia, vendette la struttura al Comune di Verona, che necessitava urgentemente di una sede per gli uffici e la residenza del generale comandante austriaco, per la cifra di 89000 lire austriache.
Diverse testimonianze descrivono il palazzo nel suo periodo più florido: un documento della prima metà del XIX secolo si sofferma sullo «scalone magnifico di pietra viva con ringhiera di marmo» che permette l'accesso al piano nobile, sulle numerose stanze con soffitti a plafone o a travi e tavole, sui pavimenti in pietra viva, a quadrelli o «a terrazzo»; Scipione Maffei attribuisce l'affresco del salone di rappresentanza a Ludovico Dorigny e la riquadratura a Filippo Maccari, così come la decorazione di diverse altre stanze del palazzo; Saverio Dalla Rosa attribuì invece a Marco Marcola le Storie di Ferraù nelle stanze al piano terreno e a Giovanni Mattioli la riquadratura del soffitto delle stesse, mentre a Gaetano Cignaroli le statue che ornavano lo scalone.

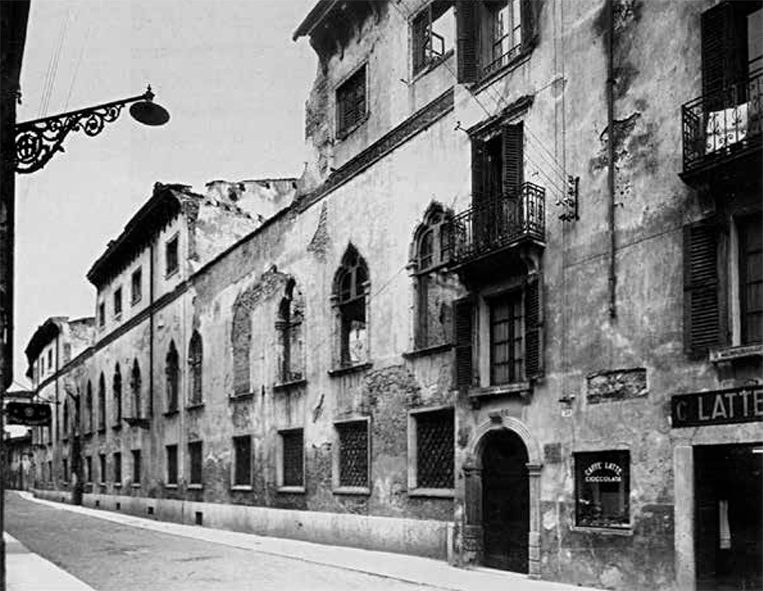
Palazzo Allegri nel dopoguerra, con gli evidenti danni alle murature perimetrali causate dai bombardamenti alleati

Per ragioni non note di tutte queste decorazioni, nel 1933, rimaneva «una stanza affrescata nel soffitto ed altre due aventi una cornice e qualche riquadro a stucco sulle pareti». Fu tuttavia la seconda guerra mondiale a portare i sconvolgimenti maggiori, in quanto a causa dei bombardamenti alleati crollarono tutti i solai e alcuni tratti dei muri perimetrali all'ultimo piano: solo le riquadrature di Maccari si salvarono dalle fiamme.
Il progetto di ricostruzione approvato nel 1952 prevedeva la completa conservazione delle facciate, dello scalone, della sala di rappresentanza con i relativi affreschi e del portale d'accesso. L'unica variazione sostanziale in facciata si ebbe sul fianco destro del piano terra, dove al posto di tre finestre furono realizzate due nuove entrate, di cui una carrabile. Dopo i primi interventi di restauro e consolidamento si procedette con la ricostruzione ex novo delle parti che erano andate completamente perse, in particolare della una porzione sommitale della facciata e dell'ala nord del cortile.

## Descrizione

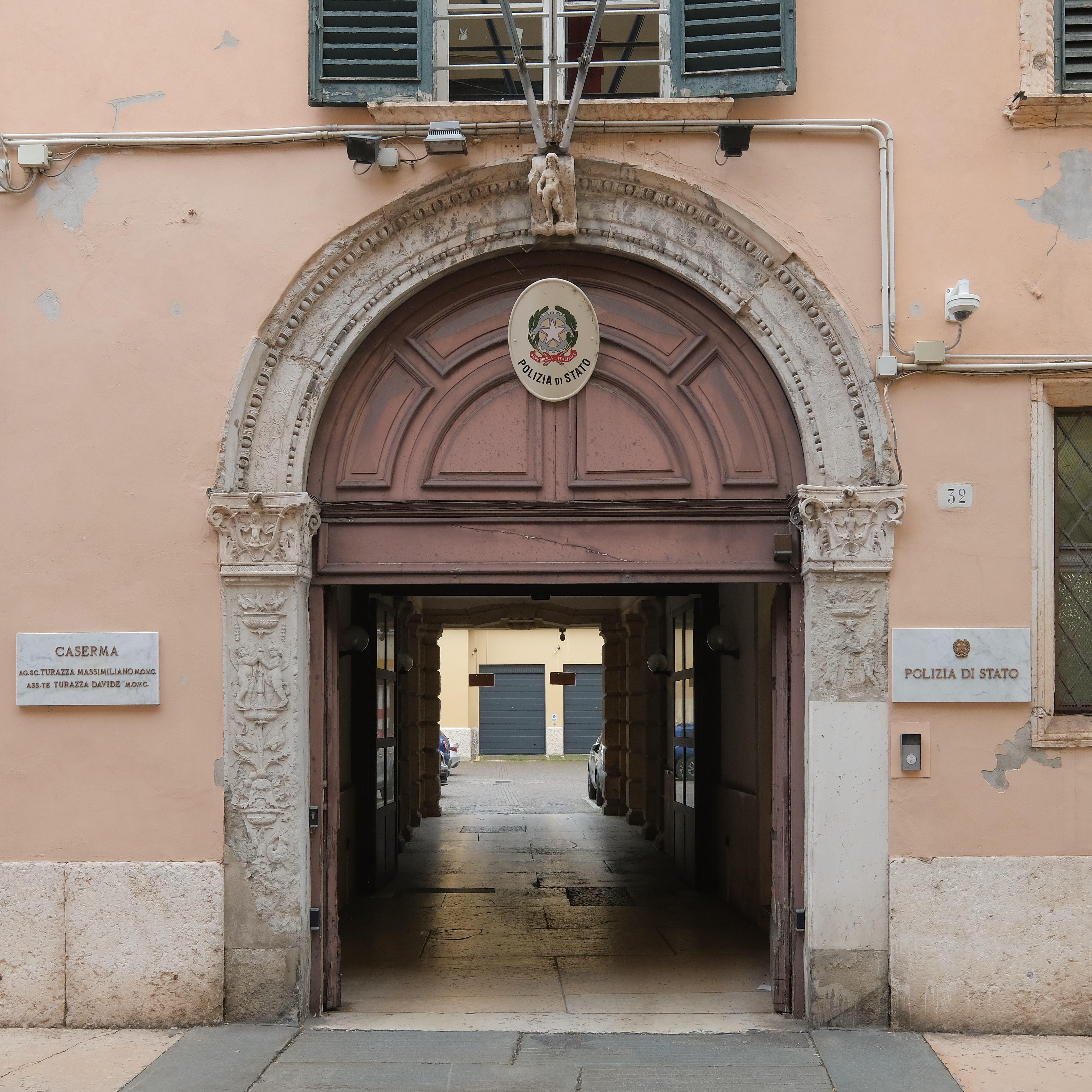
Dettaglio del portale d'accesso

La facciata è caratterizzata da un portale in marmo rosso di Sant'Ambrogio realizzato a cavallo tra il XV e il XVI secolo. Il portale è dotato di archivolto a tutto sesto decorato e di una chiave sporgente a forma di voluta su cui spicca un efebo, motivo che sarebbe derivato dal romano ponte Pietra. L'arco è sostenuto da due piedritti a candelabre con capitelli occupati da una figura alata che poggia su una conchiglia.
In facciata si aprono, al piano nobile, una serie di sedici finestre gotiche trilobate caratterizzate dalle decorazioni del dentello e del cordone arrotolato tipici del tardogotico. I piccoli capitelli degli stipiti si differenziano fra loro per le diverse ornamentazioni floreali. In corrispondenza al piano terra si trovano delle finestre rettangolari con semplici contorni in marmo rosso mentre, sul soprastante mezzanino, delle finestre sempre rettangolari ma in cui si ripete il motivo del dentello tardogotico. La suddivisione tra piano nobile e mezzanino è evidenziata attraverso una fascia di marmo bianco su cui è incisa una sequenza di archi falcati.